# Dr.-Streiter-Gasse

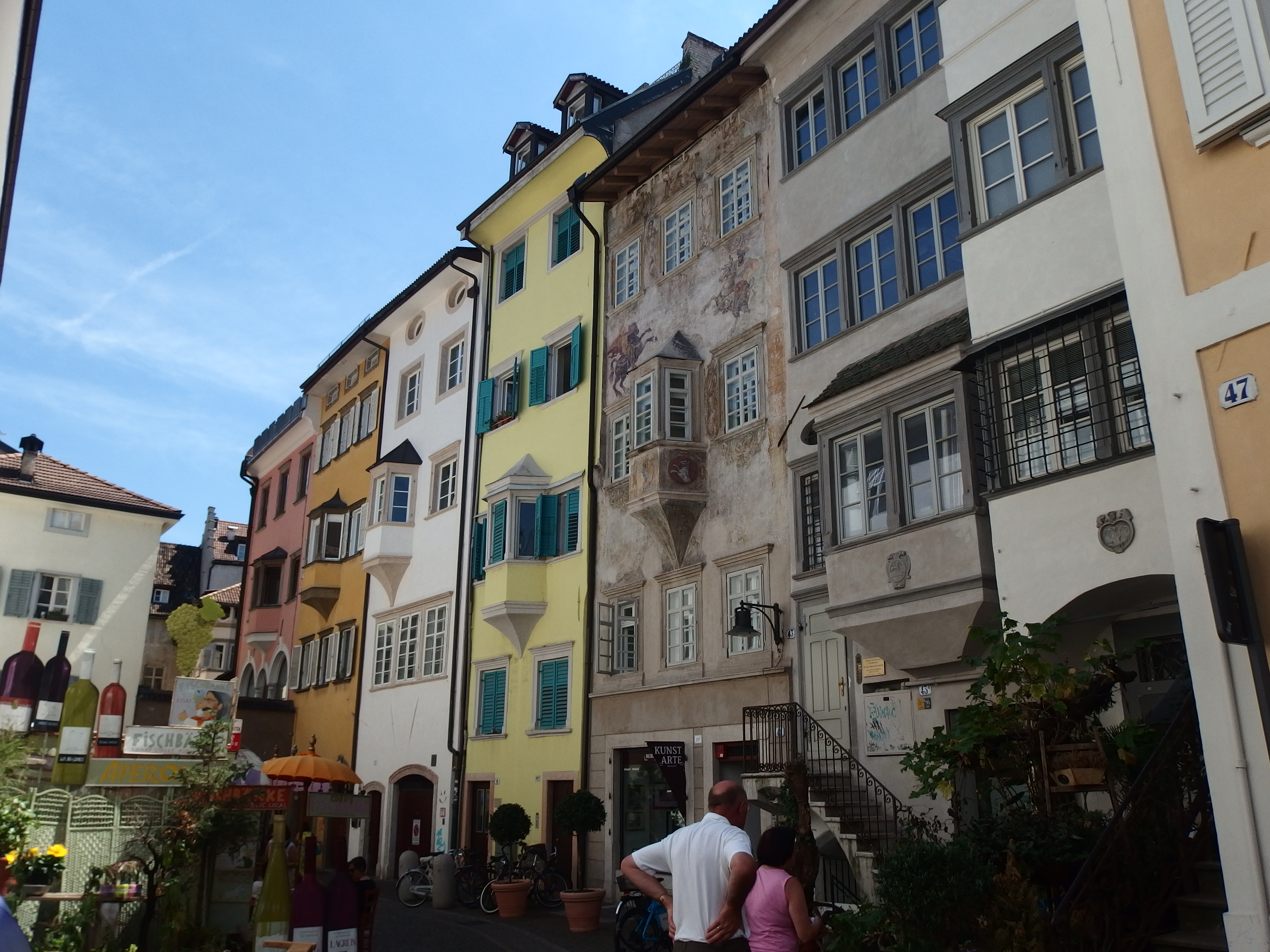
Nahe dem Obstplatz

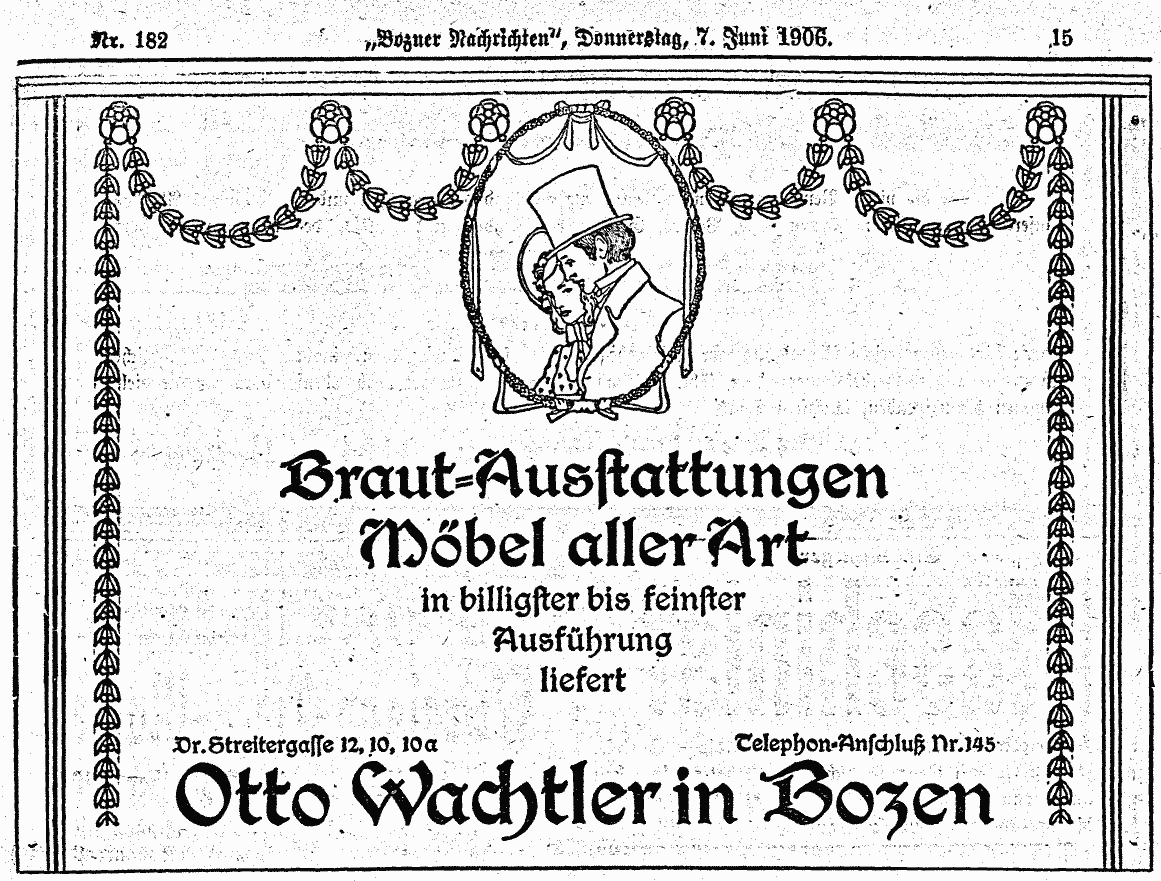
Werbung für Brautausstattungs- und Möbelhandlung Otto Wachtler, Streitergasse 10–12, Bozner Nachrichten, 7. Juni 1906

Die Dr.-Streiter-Gasse (auch Dr.-Joseph-Streiter-Gasse, Dr. Streitergasse oder Streitergasse; italienisch Via Dr. Streiter) ist eine Straße im altstädtischen Bereich der Südtiroler Landeshauptstadt Bozen. Sie ist nach dem früheren Bürgermeister Joseph Streiter benannt.

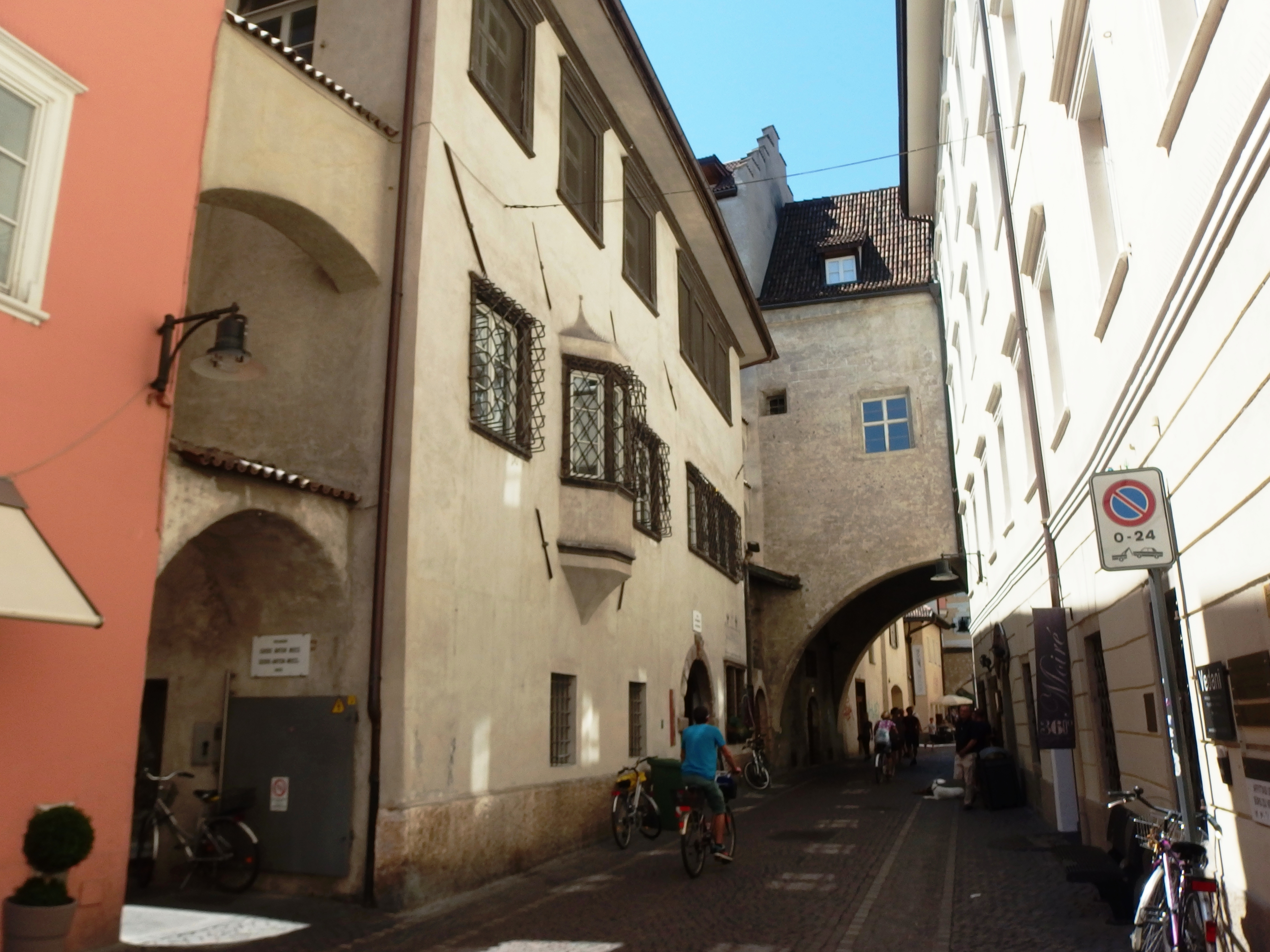
Altes Rathaus und Torbögen

Der leicht geschwungene Straßenzug bildet mit seiner Häuserfront die Hinterseite der Laubengasse, deren nördliche Parallelgasse er ist. Die Straße mündet am Westende auf den nördlichen Abschnitt des Obstplatzes ein, am östlichen Ende schließt sie an die Bindergasse an.
Die Dr.-Streiter-Gasse ist auf dem im 13. Jahrhundert zugeschütteten nördlichen Stadtgraben entstanden und hieß im 13. und 14. Jahrhundert Hintergasse und ab dem späten 15. Jahrhundert Karnergasse. 1901 wurde sie nach dem verdienstvollen Bürgermeister Dr. Streiter benannt, in der Zeit des Faschismus im Zuge der Italianisierung 1929 einsprachig zur Via dei Carrettai und 1951 wieder nach J. Streiter rückbenannt.
Im westlichen Straßenabschnitt spannt sich ein spitzbogiger Stützbogen über die Straße, außerdem wird sie vom sog. Peterssaal, einem Teil des spätgotischen Ansitzes Thurn, überwölbt. Das Ölhaus schließt östlich daran an. Im westlichsten Abschnitt befinden sich die 1932 von Franz Ehrenhöfer gestalteten Fischbänke, deren Vorläufer schon seit 1327 bezeugt sind, mit einem aus dem frühen 19. Jahrhundert stammenden steinernen Fischkalter.
Mittig in der südlichen Straßenzeile befindet sich die Nordfassade des Alten Rathauses, das als Durchhaus über eine Passage mit den Lauben verbunden ist. Mit der Sternpassage entstand in der unmittelbaren Nachkriegszeit weitere Verbindung zwischen Lauben und Streitergasse – ihr Name nimmt auf das alte Gasthaus am Stern, gefolgt vom Bayrischen Hof, Bezug.
Das zweigeschossige Gebäude Streitergasse Nr. 31 ist das sog. „Haus am Gang“, das ostseitig von einer Treppe mit offenem Gang erschlossen wird. Es wurde bereits 1363 unter der Bezeichnung am Ganch urkundlich erwähnt.
Der Straßenzug ist der Sitz des einzigen Programmkinos von Bozen, des vom Filmclub Bozen/Bolzano geführten, mit drei Sälen ausgestatteten Kapitol-Kinos.
An der Adresse Streitergasse 12 befindet sich ein Honorarkonsulat der Bundesrepublik Deutschland.
Die Dr.-Streiter-Gasse gehört zu Bozens Fußgängerzone, kann aber von Taxis und (zu gewissen Zeiten) Zulieferern und Anrainern in westlicher Richtung befahren werden.